# Jürgen Cziesla
Jürgen Cziesla (* 4. Juli 1931 in Königsberg, Ostpreußen; † 9. Juli 2011 in Zürich) war ein deutscher Schauspieler und Hörspielsprecher.

## Leben und Wirken
Jürgen Cziesla machte seine Schauspielausbildung am Deutschen Theaterinstitut in Weimar und bei Eduard Marks an der Hochschule für Musik und Theater Hamburg. In der Folge hatte er Engagements am Staatstheater Darmstadt (1955–1959), dem Schauspielhaus Bochum (1959–1961), dem Theater Regensburg (1961–1964), dem Hessischen Staatstheater Wiesbaden, den Hamburger Kammerspielen (Saison 1964/64), dem Landestheater Hannover (1964–1966) und dem Theater Basel (1966–1977). Von 1977 bis 2000 gehörte er zum Ensemble des Schauspielhauses Zürich. In dieser Zeit wirkte er in über 80 Aufführungen mit.
Cziesla hatte während seiner Laufbahn etliche Auftritte auch in Spielfilmen sowie Fernsehfilmen und -serien. Hörspielproduktionen mit seiner Beteiligung gibt es aus den Jahren 1965 bis 1995.
Jürgen Cziesla war verheiratet mit der Schauspielerin Barbara Marks, der Tochter seines Lehrers Eduard Marks.

## Theater (Auswahl)
- 1967: Heinar Kipphardt: Joel Brand (Theater Basel)
- 1968: Georg Büchner: Leonce und Lena (Theater Basel)
- 1982: Gotthold Ephraim Lessing: Minna von Barnhelm (Schauspielhaus Zürich)
- 1987: William Shakespeare: König Lear (Schauspielhaus Zürich)
- 1994: Samuel Beckett: Endspiel (Schauspielhaus Zürich)
- 1995: Bertolt Brecht: Die Dreigroschenoper (Schauspielhaus Zürich)
- 1995: Johann Wolfgang von Goethe:  Torquato Tasso (Schauspielhaus Zürich)
- 1998: Friedrich Dürrenmatt: Romulus der Große (Schauspielhaus Zürich)

## Filmografie (Auswahl)
- 1952: Der Kampf der Tertia
- 1962: Egmont (Fernsehfilm)
- 1963: Dame Kobold (Fernsehfilm)
- 1970: Wie eine Träne im Ozean (Fernsehdreiteiler, 1 Folge)
- 1970: Die Beichte (Fernsehfilm)
- 1976: Der Stumme
- 1976: Sonntag (Fernsehfilm)
- 1976: Der Gehülfe
- 1977: San Gottardo
- 1982: Der Besuch der alten Dame (Fernsehfilm)
- 1984: Wagner – Das Leben und Werk Richard Wagners (Fernseh-Miniserie, 1 Folge)
- 1985: Der schwarze Tanner
- 1989: Eine Frau für Alfie
- 1990: Der Tod zu Basel (Fernsehfilm)
- 1990: Palaver, Palaver
- 1990: Der Berg
- 1990: Reise der Hoffnung
- 1991: Auf der Suche nach Salome (Fernsehserie, 3 Folgen)
- 1992: Eurocops (Fernsehserie, 1 Folge)
- 2001: Tod durch Entlassung (Fernsehfilm)

## Hörspiele (Auswahl)
- 1965: Giles Cooper: Mare Nostrum – Regie: Fritz Schröder-Jahn
- 1968: Gerold Späth: Mein Besuch im Städtchen am See – Regie: Mario Hindermann
- 1993: Jerzy Andrzejewski: Passion – Regie: Claude Pierre Salmony
- 1995: Hugh Lofting: Dr. Dolittle und der Zirkus (2 Teile) – Regie: Lilian Westphal